# Coulby Gunther
Coulby Gunther (Nueva York, Nueva York, 5 de febrero de 1923-Delray Beach, Florida, 14 de julio de 2005) fue un jugador de baloncesto estadounidense que disputó dos temporadas en la BAA, además de jugar en la ABL, la NYSPL y la PBLA. Con 1,93 metros de estatura, jugaba en la posición de alero.

## Trayectoria deportiva

### Universidad
Jugó durante su etapa universitaria con los Red Storm de la Universidad St. John's, hasta que en 1942 se alistó en el Ejército de los Estados Unidos durante la Segunda Guerra Mundial, estando destinado en Filipinas. A su regreso pasó brevemente por el Boston College.

### Profesional
En 1946 se incorporó a la plantilla de los Pittsburgh Ironmen de la recién creada BAA, con los que jugó la única temporada del equipo en la liga, donde fue el máximo anotador del equipo, promediando 14,1 puntos por partido, y acabó en séptima posición entre los mejores anotadores de la liga.
Al año siguiente fichó por los Atlanta Crackers de la PBLA donde fue el máximo anotador de su equipo, promediando 19,9 puntos por partido, y el segundo mejor de toda la liga sólo superado por George Mikan de los Chicago American Gears. Tras la corta duración de la liga, fichó por los Elizabeth Braves de la ABL, donde continuó destacando en su faceta anotadora, liderando al equipo con 13,7 puntos por partido, y terminó el año en los Saratoga Indians de la NYSPL.
Tras la desaparición de los Ironmen, fue incluido en un draft de dispersión, el que fue elegido por los Providence Steamrollers, equipo que lo traspasó a los St. Louis Bombers, con los que jugó la temporada 1948-49 de la BAA, en la que promedió 5,0 puntos y 1,0 Asistencias por partido.
Regresó en 1950 a la ABL, donde jugó sendas temporadas con los Carbondale Aces, con los que promedió 8,3 puntos por partido, y con los Pawtucket Slaters, promediando 12,1.

#### Estadísticas en la BAA

##### Temporada regular
| Temporada | Edad | Equipo             | Liga | Pos. | P  | TIT | MIN | TC  | TCA  | %TC  | 3P | 3PA | %3P | TL  | TLA | %TL  | R.OF. | R.DEF. | REB | ASIS | ROB | TAP | PER | FP  | PTS  |
| 1946-47   | 23   | Pittsburgh Ironmen | BAA  |      | 52 |     |     | 4.9 | 14.5 | .336 |    |     |     | 4.3 | 6.8 | .644 |       |        |     | 0.6  |     |     |     | 2.3 | 14.1 |
| 1948-49   | 25   | St. Louis Bombers  | BAA  |      | 32 |     |     | 1.8 | 5.7  | .315 |    |     |     | 1.4 | 2.2 | .634 |       |        |     | 1.0  |     |     |     | 2.0 | 5.0  |
| Total     |      |                    | BAA  |      | 84 |     |     | 3.7 | 11.2 | .332 |    |     |     | 3.2 | 5.0 | .642 |       |        |     | 0.8  |     |     |     | 2.2 | 10.6 |

##### Playoffs
| Temporada | Edad | Equipo            | Liga | Pos. | P | TIT | MIN | TC  | TCA | %TC  | 3P | 3PA | %3P | TL  | TLA | %TL | R.OF. | R.DEF. | REB | ASIS | ROB | TAP | PER | FP  | PTS |
| 1948-49   | 25   | St. Louis Bombers | BAA  |      | 1 |     |     | 0.0 | 1.0 | .000 |    |     |     | 0.0 | 0.0 |     |       |        |     | 0.0  |     |     |     | 0.0 | 0.0 |
| Total     |      |                   | BAA  |      | 1 |     |     | 0.0 | 1.0 | .000 |    |     |     | 0.0 | 0.0 |     |       |        |     | 0.0  |     |     |     | 0.0 | 0.0 |